# Regencia de Espartero

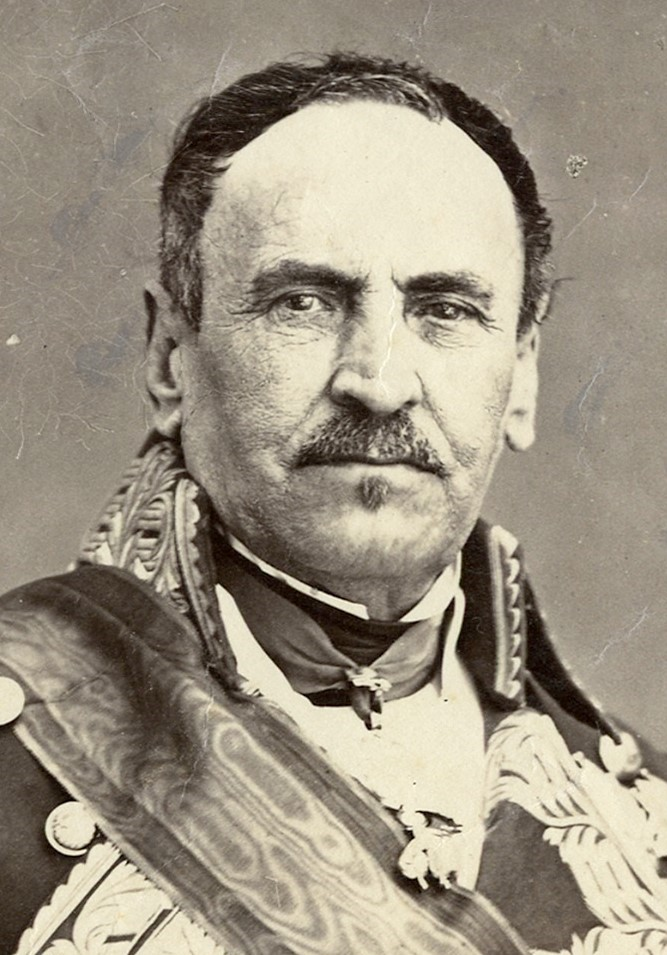
General Baldomero Espartero.

La regencia de Espartero fue el último período de la minoría de edad de Isabel II de España, así llamado porque, tras el triunfo de la «revolución de 1840» que puso fin a la regencia de María Cristina de Borbón, madre de la futura reina Isabel II —entonces con nueve años de edad—, el general Baldomero Espartero asumió la regencia en su lugar. Acabó en 1843, cuando un movimiento militar y cívico encabezado por una parte del Partido Progresista y por el Partido Moderado, que contaba con los generales afines Ramón María Narváez, Francisco Serrano y Leopoldo O'Donnell, obligó a Espartero a marchar al exilio. La coalición antiesparterista decidió entonces proclamar la mayoría de edad de Isabel, en cuanto cumplió los trece años de edad, en octubre de 1843, iniciándose así su reinado efectivo.

## La «revolución de 1840» y el final de la Regencia de María Cristina de Borbón

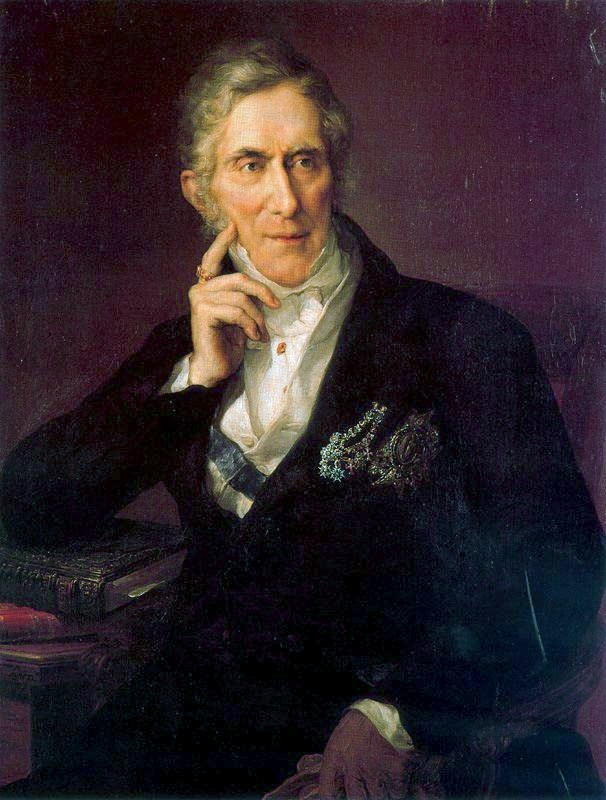
Evaristo Pérez de Castro, presidente del Gobierno moderado que impulsó la Ley de Ayuntamientos de 1840.

La presentación en las Cortes por el Gobierno del moderado Evaristo Pérez de Castro de la Ley de Ayuntamientos consumó la ruptura entre los partidos moderado y progresista. En el proyecto, además de recortar las competencias municipales, el Gobierno era quien nombraba a los alcaldes, lo que según los progresistas era contrario a la Constitución. Así, los progresistas recurrieron a la presión popular durante el debate de la ley y, cuando ésta fue aprobada, optaron por el retraimiento y abandonaron la Cámara, desplegando una campaña desde la prensa y desde los ayuntamientos para que la regente María Cristina no la sancionara. Cuando vieron que la regente estaba dispuesta a firmarla, dirigieron sus peticiones al general Baldomero Espartero, el personaje más popular del momento tras su triunfo en la guerra contra los carlistas y que se mostraba más próximo al progresismo que al moderantismo. La enorme popularidad de la que gozaba Espartero —el «pacificador de España»— se puso de manifiesto durante su entrada triunfal en Barcelona el 14 de junio de 1840.
La Regente se trasladó entonces a Barcelona, donde le ofreció a Espartero la Presidencia del Consejo de Ministros, pero este, para aceptar el nombramiento, exigió que María Cristina no sancionara la Ley de Ayuntamientos. Así que, cuando el 15 de julio de 1840 firmó la ley, se desató una grave crisis política que obligó al Gobierno de Pérez de Castro a dimitir el 18 de julio; a partir del 1 de septiembre, estallaron revueltas progresistas en muchas ciudades en las que se formaron «juntas revolucionarias» que desafiaban la autoridad de María Cristina.
El 5 de septiembre, María Cristina ordenó al general Espartero desde Valencia —a donde se había trasladado debido al ambiente hostil que había encontrado en Barcelona— que marchara a Madrid para acabar con la rebelión —que sería conocida también como la «revolución de 1840»—. No obstante, este «se negó con buenas palabras, que contenían, en el fondo, todo un programa político: la reina debía, en su opinión, firmar un manifiesto en el que se comprometiera a respetar la Constitución, a disolver las Cortes (moderadas) y a someter a las que fueran elegidas a la revisión de las leyes aprobadas en la última legislatura, entre ellas, se sobreentiende, la Ley de Ayuntamientos». Diez días después, María Cristina no tuvo más remedio que nombrar presidente del Gobierno al general Espartero «en la esperanza de frenar la marea revolucionaria que se había apoderado del país».
La entrevista en Valencia entre Espartero y María Cristina de Borbón tuvo lugar el 12 de octubre de 1840. Durante la misma, María Cristina le comunicó su decisión de abandonar la regencia y dejarle el cuidado de sus hija: Isabel II y su hermana Luisa Fernanda de Borbón. Ese mismo día, María Cristina de Borbón firmaba su renuncia a la regencia —y la convocatoria de elecciones— y el 17 de octubre embarcaba en Valencia rumbo a Marsella, para iniciar un exilio —«voluntario», según Juan Francisco Fuentes; «forzado», según Jorge Vilches— que iba a durar tres años. Según Josep Fontana, María Cristina «rechazó en Valencia las condiciones que se le exigían y decidió renunciar a la regencia y exiliarse en Francia, no para retirarse de la política, sino para conspirar desde allí con más seguridad», como lo puso en evidencia el fracasado pronunciamiento moderado de 1841, instigado por ella.

## La Regencia

### El nombramiento de Espartero como regente y las disensiones con los progresistas
Tras la marcha de María Cristina al exilio, la regencia la desempeñó interinamente el Gobierno presidido por Espartero, según lo establecido en la Constitución de 1837, en lo que se llamó «Ministerio-Regencia», hasta que las Cortes decidieran. En la Constitución, respecto de la regencia se decía: «hasta que las Cortes nombren la Regencia será gobernado el Reino provisionalmente por el padre o la madre del Rey y en su defecto por el Consejo de Ministros» (art. 58).
La primera medida que tomó el nuevo Gobierno fue satisfacer la principal reivindicación de los progresistas, que había motivado la revolución de 1840: suspendió la Ley de Ayuntamientos sancionada por María Cristina. A continuación, convocó elecciones a Cortes, que se celebraron el 1 de febrero de 1841 y que dieron una amplia victoria al Partido Progresista, debido en parte al retraimiento del Partido Moderado, lo que desvirtuaba el resultado y desnaturalizaba la esencia misma de un régimen parlamentario y representativo. Así, a falta de verdadera oposición al Gobierno por la ausencia de los moderados en las Cortes, ésta la asumió una parte del propio partido progresista, como se pudo comprobar cuando se empezó a discutir la cuestión de la regencia.
En el debate en las Cortes sobre la regencia se produjo la división en el seno del Partido Progresista entre «unitarios» y «trinitarios». Los primeros, también llamados «esparteristas», defendían que la regencia la desempeñara una única persona, y que esa persona debía ser Espartero; los segundos, temerosos del enorme poder que iba a tener el general, propusieron una regencia compuesta por tres personas, una de las cuales sería Espartero. Para los trinitarios, una regencia compuesta de tres personas implicaba «un equilibrio mayor entre elementos civiles y militares y un control más preciso, por tanto, de la Regencia, recordando la trayectoria de María Cristina».

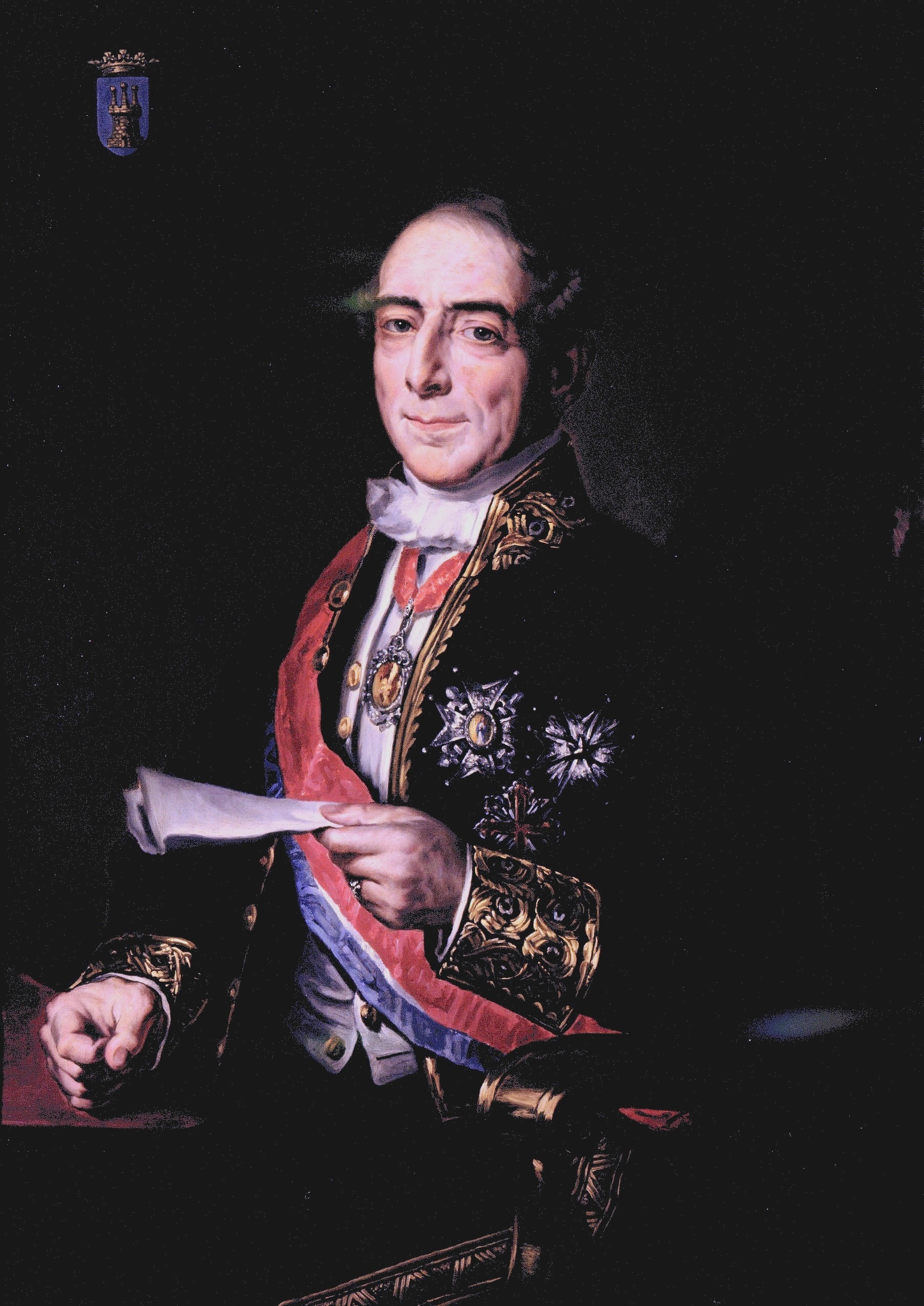
Antonio González y González, retratado por Ricardo María Navarrete y Fos.

De este modo, cuando las nuevas Cortes, inauguradas el 19 de marzo de 1841, votaron cuántas personas debían formar la regencia, los esparteristas ganaron la votación con 153 diputados a favor de la regencia única, mientras que los trinitarios consiguieron un resultado notable, pues 136 diputados apoyaron la regencia a tres. Así, Espartero «pudo comprobar que el apoyo de sus socios de gobierno, los progresistas, no iba a ser ni unánime ni incondicional». Finalmente, el general Espartero fue elegido regente el 8 de mayo por 179 votos, aunque el candidato trinitario Agustín de Argüelles consiguió el apoyo de 110 diputados, un resultado nada despreciable, que se unió a su elección como presidente del Congreso de los Diputados y como tutor de la reina Isabel II. Al parecer de Ángel Bahamonde: «Se había producido la primera fisura importante entre Espartero y el partido progresista».
Las divergencias entre una parte del partido progresista y Espartero continuaron cuando este, asumida la regencia, nombró el 20 de mayo presidente del Gobierno a Antonio González González, un hombre de su confianza, pero que no era del agrado de los principales líderes progresistas. Además, con esa designación aunaba la Jefatura del Estado y la Presidencia de facto del Ejecutivo, lo que suponía una grave distorsión del régimen parlamentario.

### El malestar contra los ayacuchos y el nacimiento del militarismo

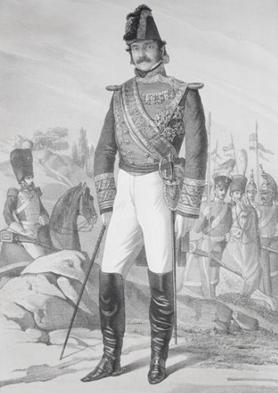
General Valentín Ferraz, miembro de los ayacuchos.

Al poco tiempo de asumir la regencia, Espartero fue acusado por ciertos sectores del Ejército y de los partidos moderado y progresista de que su política de nombramientos militares —y en algunos casos también civiles— favorecía únicamente a los miembros de su camarilla militar, conocida con el nombre de los «ayacuchos». Estos eran generales que gozaban de la máxima confianza del regente, porque habían combatido y desarrollado su carrera militar con él en las guerras de independencia hispanoamericanas, y de ahí la denominación de «ayacuchos» —en referencia a la última batalla de aquella guerra (batalla en la que, por cierto, Espartero no participó)—. De vuelta a España, el grupo mantuvo las relaciones clientelares de apoyo mutuo durante la guerra carlista de 1833-40 en torno a Espartero, que continuarían tras asumir este la regencia.
Al favoritismo hacia los ayacuchos se sumaba el malestar por los retrasos en las pagas a los oficiales del Ejército y las dificultades que tenían para promocionar y desarrollar su carrera militar. Pero esto no era culpa de Espartero, sino de un problema de fondo: el excesivo número de oficiales, jefes y generales del Ejército, producto de las guerras casi permanentes en que se había visto envuelta España entre 1808 y 1840, con los correspondientes ascensos y nombramientos. Un problema notablemente agravado por el Convenio de Vergara, que permitía el ingreso en el Ejército de los oficiales carlistas, y al que muchos de ellos se habían acogido. Así, el Estado era incapaz de hacer frente al coste económico de un Ejército con las plantillas infladas y que el republicano Fernando Garrido definió unos años después como «el más caro del mundo». En consecuencia, las pagas se hicieron cada vez más esporádicas, y el Ejército se convirtió en un semillero de protestas, hasta el punto en que un regimiento llegó a declararse en huelga en 1841.
Según Juan Francisco Fuentes, «se creó así un círculo vicioso muy difícil de romper: los militares querían cobrar su sueldo, prosperar en su carrera y tener un destino acorde con su graduación. Los gobernantes, por su parte, ya fueran civiles o militares, carecían del valor político para abordar la necesaria reforma del ejército, que exigía una reducción drástica del escalafón, pero al mantener tal estado de cosas, perpetuaban el descontento de los militares y su disposición a participar en todo tipo de aventuras políticas». Además alentó el nacimiento de un discurso corporativista y militarista canalizado a través de periódicos de nombre tan significativo como El Grito del Ejército o El Archivo Militar, que llegó a escribir en su número del 30 de septiembre de 1841:

No podemos ni queremos decir: el Estado somos nosotros, pero diremos: la patria, o si más os place, la parte más pura de la patria somos nosotros

### La obra legislativa de las Cortes
Las nuevas Cortes iniciaron una intensa labor legislativa que, dada la abrumadora mayoría progresista, enlazó con lo realizado por los Gobiernos del mismo signo presididos por Juan Álvarez Mendizábal y por José María Calatrava en la década anterior. La Ley de 19 de agosto de 1841 completó el proceso legal de desvinculación de los bienes nobiliarios en mayorazgo, y otra del 2 de septiembre de 1841 amplió la desamortización de Mendizábal a los bienes del clero secular. Esta ley, junto con la abolición definitiva del diezmo, además de otros proyectos «anticlericales» —como la renovación de la obligatoriedad del clero de jurar fidelidad al poder constituido (14 de noviembre de 1841) o el proyecto de ley sobre jurisdicción eclesiástica presentado al mes siguiente—, empeoraron las ya de por sí tensas relaciones del régimen isabelino con la Santa Sede desde que el nuncio había abandonado España en 1835. El papa Gregorio XVI protestó por la que consideraba injerencia del Gobierno en materia eclesiástica. El sacerdote conservador Jaime Balmes llegó a acusarlo de estar guiado por un espíritu «cismático» y de querer convertir a la Iglesia española en algo parecido a la anglicana. Asimismo, se restableció la ley de imprenta progresista de 1837, lo que permitió ampliar notablemente la libertad de expresión de la prensa, incluida la que era crítica con el Gobierno.
También destacan las leyes que intentaron regularizar los fueros navarros y los fueros vascos. Ahora bien, si en el primer caso el proceso de negociación con la Diputación Foral de Navarra tuvo éxito y el acuerdo fue ratificado por las Cortes al aprobar la Ley Paccionada Navarra del 20 de septiembre de 1841 —que «armonizaba» los fueros con la Constitución de 1837—, en el segundo caso, el «arreglo foral» no fue posible, y Vizcaya, Álava y Guipúzcoa permanecieron en una indefinición legal que no se resolvería hasta 1876. Sin embargo, dos decretos limitaron las atribuciones de las tres diputaciones forales vascas. El primero, del 5 de enero de 1841, eliminó el pase foral que hasta entonces permitía a las diputaciones forales no cumplir las leyes del Estado que fueran contrarias a sus fueros. El segundo fue un decreto del 29 de octubre de 1841 que suprimió las aduanas interiores, estableció en las tres provincias los juzgados de primera instancia y amplió el número de personas que podían votar en las elecciones municipales y forales.

### El fracasado pronunciamiento moderado de 1841 y sus consecuencias
El Gobierno de Antonio González González tuvo que hacer frente al pronunciamiento de 1841, organizado desde París por la regente María Cristina con la colaboración del Partido Moderado y protagonizado por los generales afines, encabezados por Ramón María Narváez, y en el que también estaba implicado el joven coronel Juan Prim, a pesar de estar más cercano a los progresistas.

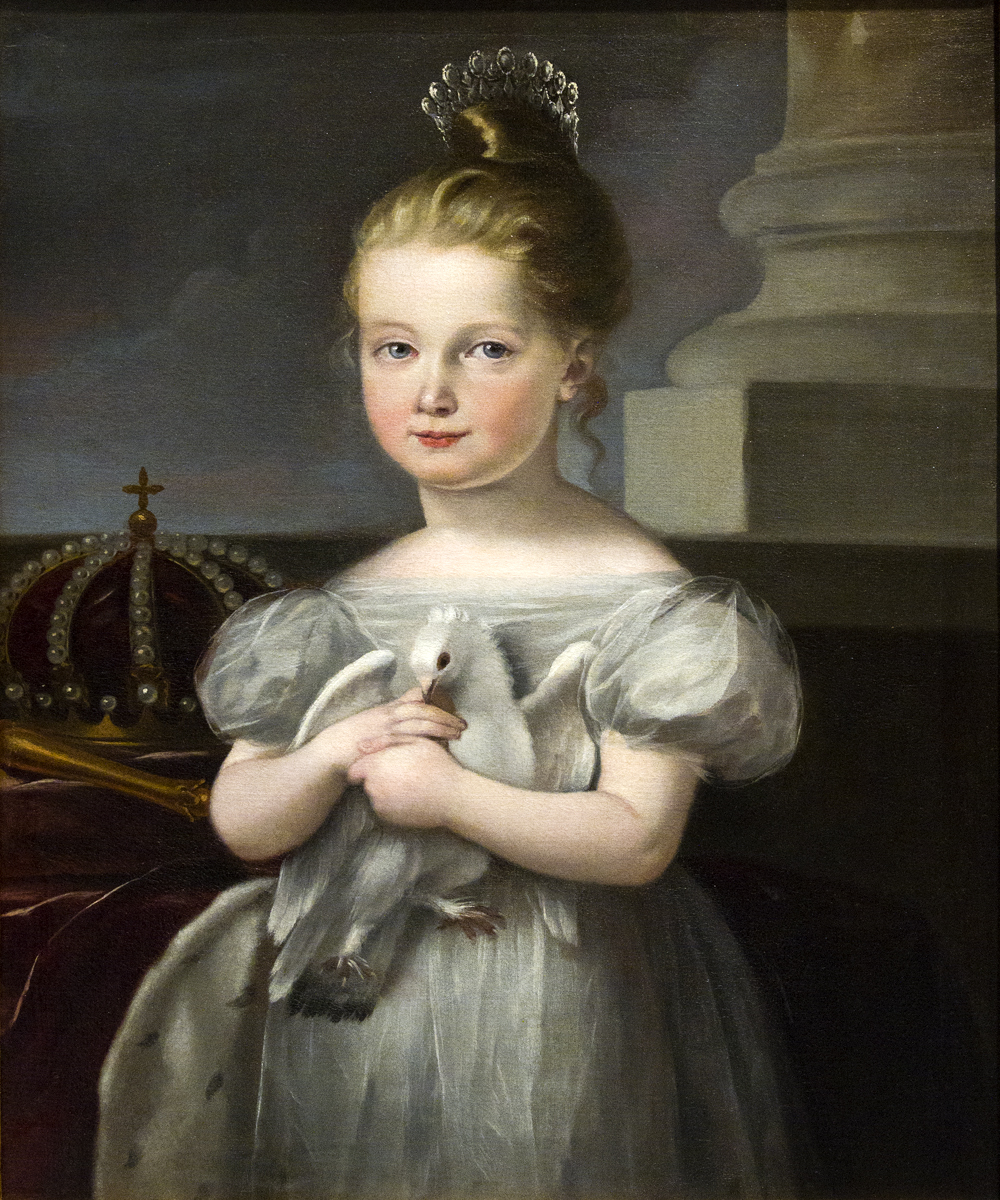
Isabel II, de niña (hacia 1840), por José de Madrazo.

El movimiento militar lo inició el 27 de septiembre en Pamplona el general Leopoldo O’Donnell, pero no consiguió que la ciudad proclamase como regente a María Cristina, a pesar de que ordenó bombardearla desde su ciudadela. El inicio efectivo del pronunciamiento fue la sublevación de Vitoria por el general Piquer el 4 de octubre, que fue seguida por la proclamación en Vergara por el general Urbiztondo de María Cristina como regente, a la par que se constituía en su nombre una Junta Suprema de Gobierno presidida por Montes de Oca.
El mismo día 7 de octubre tuvo lugar el hecho más significativo del pronunciamiento: el asalto al Palacio real para capturar a Isabel II y a su hermana, y llevarlas al País Vasco. Allí se proclamaría de nuevo la tutoría y regencia de María Cristina, y se nombraría un Gobierno presidido por Francisco Javier de Istúriz. En una noche de lluvia, los generales Diego de León y Manuel de la Concha, con la complicidad de la Guardia Exterior, entraron en el Palacio Real, pero no lograron apoderarse de las dos niñas, ante la resistencia que hicieron en la escalera principal los alabarderos. El general Diego de León se entregó convencido de que Espartero no iba a fusilarle.
La justificación del pronunciamiento fue que la «reina estaba secuestrada» por los progresistas, a través de su tutor Agustín de Argüelles y de la dama de compañía nombrada por este, la condesa de Espoz y Mina, viuda del famoso guerrillero y militar liberal Francisco Espoz y Mina. En realidad, lo que estaban haciendo los progresistas era llevar a la práctica una de sus aspiraciones fundamentales: controlar la educación de la reina, sobre la idea de una «reina liberal». Por eso el objetivo del pronunciamiento era la vuelta de María Cristina, «deseosa de recuperar la Regencia y la tutela regia de la que había sido formalmente apartada, hecho este último básico ya que suponía controlar los resortes de Palacio como poder de hecho en la toma de decisiones políticas y económicas».
Según Juan Francisco Fuentes, el pronunciamiento era no solo antiesparterista, sino también antiliberal, «que se explica por el peso determinante que tanto la ex regente —que financió la sublevación con más de ocho millones de reales— como su marido, Fernando Muñoz, tuvieron en la dirección del golpe y por la participación en el mismo de sectores carlistas descontentos con el supuesto incumplimiento del Convenio de Vergara […] así como la notoria complicidad de las diputaciones forales, contrarias a la solución centralista que acababa de dar el gobierno a los fueros vascos». Esto es, contaba con el apoyo de los exmilitares carlistas descontentos, porque todavía estaban pendientes del reconocimiento de la graduación alcanzada durante la guerra de 1833-40 y de la consiguiente integración en el Ejército, tal como se había pactado en Vergara. Ahora bien: «No es que la "cuestión carlista" fuera la clave del pronunciamiento, pero sí procuró base social y cobertura territorial. Resulta significativo que los principales núcleos de la secuencia de pronunciamiento se situaran en el País Vasco-Navarro».
Las consecuencias

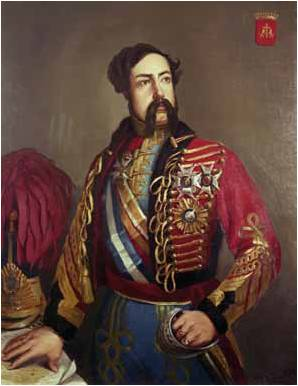
General Diego de León, fusilado por su implicación en el pronunciamiento.

La respuesta de Espartero rompió con una de las reglas no escritas entre los militares respecto de los pronunciamientos —respetar la vida de los derrotados—, pues mandó fusilar a los generales Montes de Oca, Borso de Carminati y Diego de León. Esto causó un enorme impacto en gran parte del Ejército y en la opinión pública, incluida la progresista, pues la muerte del joven general Diego de León (apenas 34 años), «a quien Espartero se negó a indultar, quedó en la memoria popular como un crimen imperdonable del regente». Por otro lado, la dura represión ordenada por Espartero no acabó con la conspiración moderada, que continuó actuando en la clandestinidad.
Otra de las consecuencias del pronunciamiento moderado de 1841 fue que en varias ciudades se produjo un levantamiento progresista para impedirlo, aunque, una vez derrotado, algunas juntas desobedecieron la orden de Espartero de disolverse y desafiaron la autoridad del regente. Los sucesos más graves se produjeron en Barcelona, donde la Junta de Vigilancia presidida por Juan Antonio Llinás, aprovechando la ausencia del capitán general Antonio Van Halen —que se había desplazado a Navarra para acabar con el pronunciamiento moderado—, procedió a demoler la odiada fortaleza de la Ciudadela, mandada construir por Felipe V tras su victoria en la guerra de sucesión, que la mayoría de los barceloneses consideraban un instrumento de opresión. Además, con esa medida se pretendía proporcionar trabajo a los muchos obreros que se encontraban en paro. La respuesta de Espartero fue suprimir la Junta por «abuso de la libertad» y desarmar a la milicia, además de disolver el ayuntamiento y la diputación de Barcelona, y hacer pagar a la ciudad la reconstrucción de los muros de la Ciudadela que ya se habían derribado.

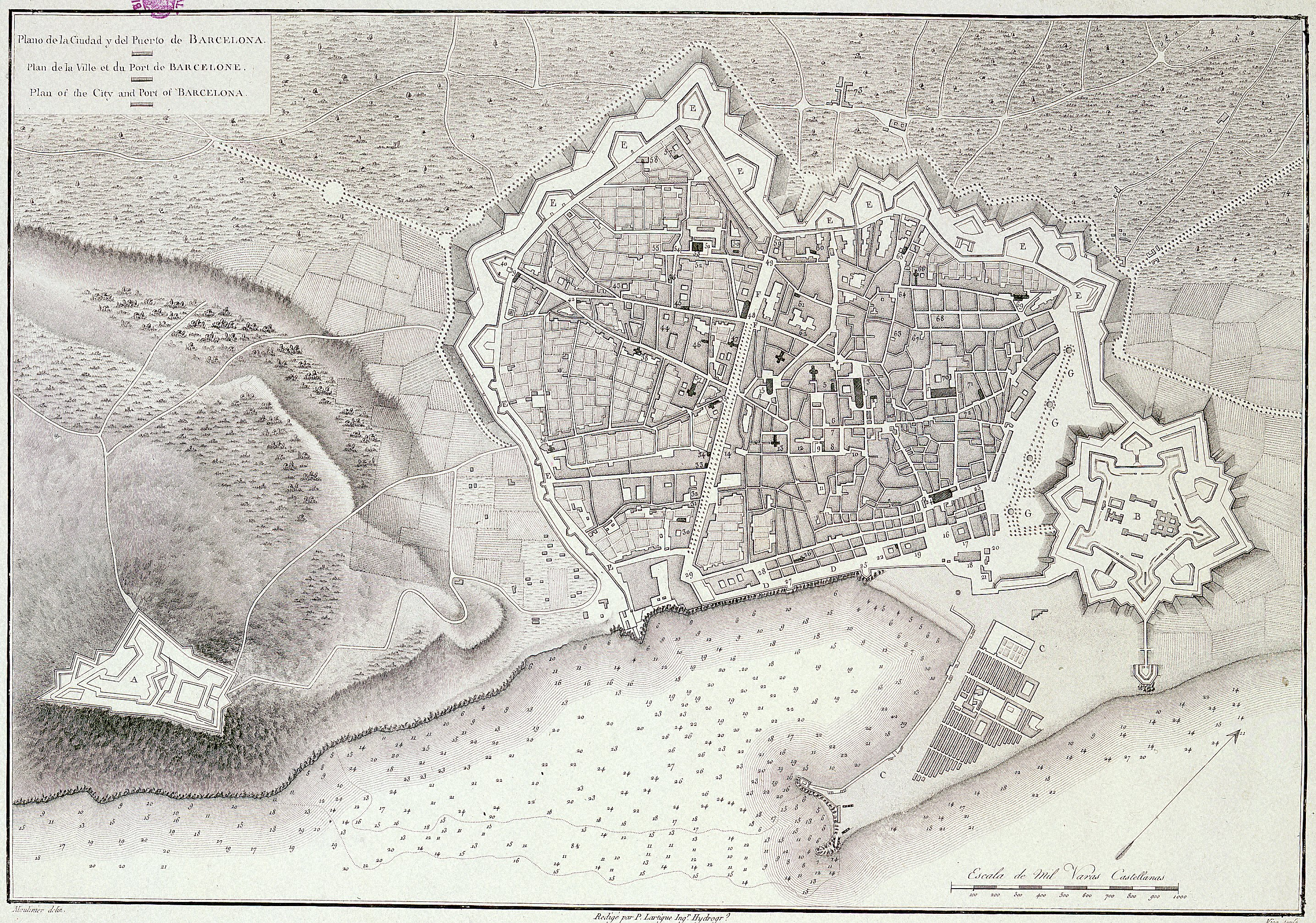
Plano de Barcelona de 1806 con la fortaleza de la Ciudadela, a la derecha, integrada dentro de las murallas. A la izquierda, la montaña de Montjuic.

Poco después, en diciembre de 1841, se celebraron elecciones municipales, en las que en algunas ciudades —como Barcelona, Valencia, Sevilla, Cádiz, Córdoba, Alicante o San Sebastián— se produjo por primera vez un ascenso notable del republicanismo. Con él, a las tradicionales reivindicaciones populares de supresión de los consumos y abolición de las quintas se sumó la abolición de la Monarquía, la reducción del gasto militar o el reparto de las tierras. De esta forma nacía y se consolidaba un movimiento radical a la izquierda del Partido Progresista «que aunaba la lucha por la democracia plena, identificada con la república y el federalismo, con la aspiración a una sociedad más igualitaria».
El movimiento republicano, además de con personajes como Abdón Terradas o Wenceslao Ayguals de Izco, contaba con el apoyo de las sociedades obreras de ayuda mutua, cuya primera organización —la de tejedores— había nacido en Barcelona en mayo de 1840. Esta supuso un «verdadero hito en la historia del movimiento obrero español, que empezaba a organizarse, allí donde propiamente existía clase obrera, al margen de las formas de asociación y de lucha de las clases medias liberales». La Asociación Mutua de Obreros de la Industria Algodonera, presidida por Juan Munts, se había fundado al amparo de la Real Orden de 28 de febrero de 1830 sobre sociedades de auxilio mutuo. En 1842, las sociedades obreras ya se habían consolidado y mantenían un duro pulso con la patronal para mejorar sus condiciones de trabajo y sus derechos laborales.

### La insurrección y bombardeo de Barcelona de finales de 1842

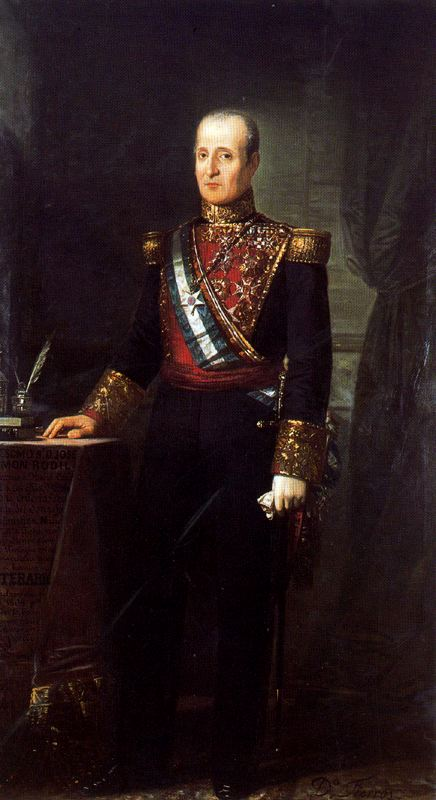
Retrato del general José Ramón Rodil.

El 28 de mayo de 1842 cayó el Gobierno de Antonio González, a causa de un voto de censura que presentó el Partido Progresista y que prosperó en las Cortes. Para Josep Fontana: «Con este enfrentamiento absurdo entre las cortes y un gobierno del propio partido que dominaba en ellas se iniciaba el suicidio del progresismo».
Entonces, el Partido Progresista propuso como candidato al progresista «puro» Salustiano de Olózaga, pero Espartero designó en su lugar al general ayacucho José Ramón Rodil y Gayoso; un mes y medio después, cerró las Cortes. Al designar a un miembro de su camarilla militar para la Presidencia del Gobierno, Espartero «se desviaba de su papel de árbitro, replegándose a un círculo íntimo compuesto principalmente por militares vinculados a su persona, que no respondían al contenido parlamentario progresista». Con este nombramiento, mantuvo la dualidad de poderes de que gozaba, la Jefatura del Estado y la Presidencia de facto del Ejecutivo, como se demostró en el bombardeo de Barcelona de diciembre de 1842, que él —y no el Gobierno de Rodil— había decidido, y que constituiría «uno de los episodios que más contribuyó al deterioro de la figura del Regente».
El 13 de noviembre de 1842 estalló en Barcelona una insurrección a la que se sumó la milicia y, en pocas horas, la ciudad se llenó de barricadas. El detonante de la misma fue la noticia de que el Gobierno se disponía a firmar un acuerdo comercial librecambista con Gran Bretaña que rebajaría los aranceles a los productos textiles ingleses, lo que supondría la ruina para la industria algodonera catalana. La chispa inicial, sin embargo, fue un tumulto que se produjo en el Portal de l'Àngel en relación con los consumos, el domingo 13 de noviembre por la tarde. La autoridad militar respondió ocupando el ayuntamiento y deteniendo a varios periodistas de El Republicano presentes en los hechos. Al día siguiente, una comisión que pedía que se liberase a los detenidos fue a su vez encarcelada.
Comenzó entonces una guerra de barricadas protagonizada por la milicia, apoyada por paisanos armados. El capitán general, el ayacucho Antonio Van Halen, se vio obligado a ordenar a sus hombres que abandonaran la ciudad y que se replegaran hacia el castillo de Montjuic, sobre la montaña del mismo nombre, desde donde se dominaba la ciudad, y hacia la fortaleza de la Ciudadela, al otro extremo de la urbe.
El repliegue de las tropas gubernamentales fue considerado un triunfo por los sublevados, cuya Junta —presidida por Juan Manuel Carsy y que tenía su origen en la Junta de Vigilancia formada en Barcelona el año anterior— hizo público su programa, que pedía:

Unión entre todos los liberales. Abajo Espartero y su gobierno. Cortes constituyentes. En caso de regencia, más de uno; en caso de enlace de la reina Isabel 2ª, con español. Justicia y protección a la industria nacional.

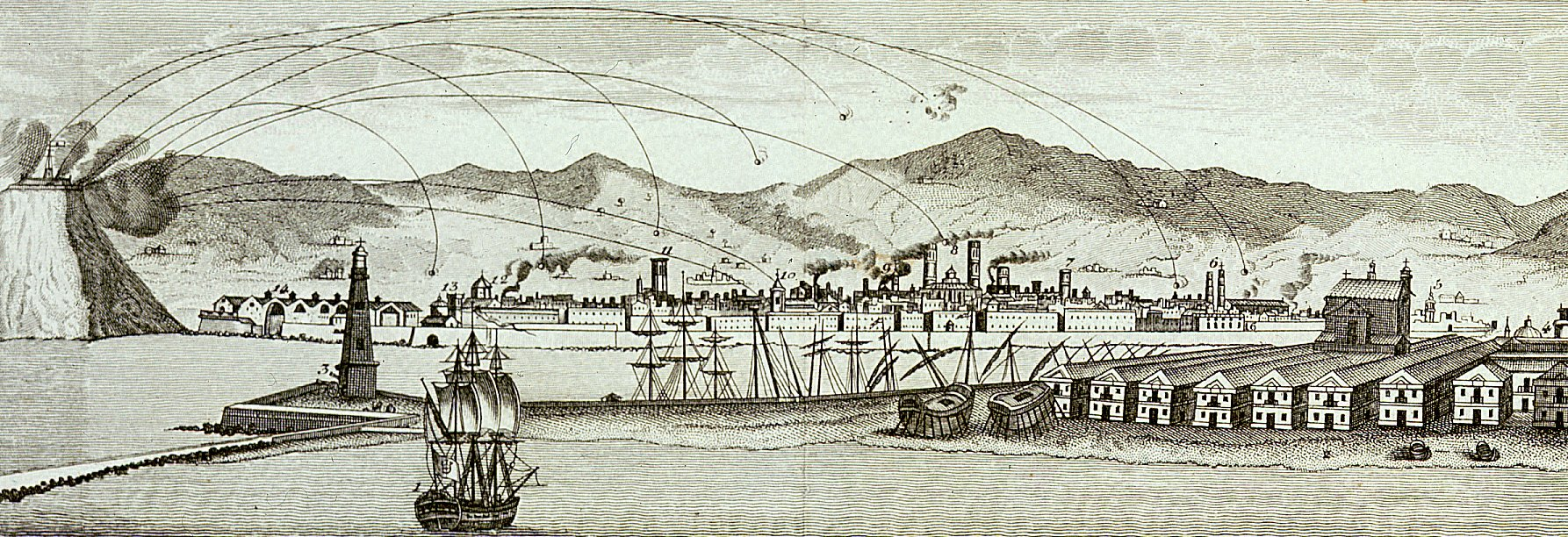
Bombardeo de Barcelona desde el castillo de Montjuic.

Espartero decidió dirigir personalmente la represión de la insurrección y el 22 de noviembre llegó a Barcelona. Ese mismo día, el general Van Halen, por orden del regente, comunicó que Barcelona sería bombardeada desde el castillo de Montjuic si antes de 48 horas no se rendían los insurrectos. Entonces, cundió el desconcierto en la ciudad, y la Junta fue sustituida por otra más moderada, con la que Espartero se negó a negociar, y hasta por una tercera, dominada por los republicanos y dispuesta a resistir. Finalmente, el 3 de diciembre de 1842 comenzó el bombardeo; al día siguiente, la ciudad se rendía y entraba de nuevo el ejército. Desde los cañones de Montjuïc se dispararon unos 1014 proyectiles que dañaron 462 casas y hubo 20 víctimas mortales entre los habitantes de la ciudad.
La represión ordenada por Espartero fue muy dura. Se desarmó a la milicia, y varios centenares de personas fueron detenidas, de las cuales unas cien fueron fusiladas. Castigó colectivamente a la ciudad con el pago de una contribución extraordinaria de 12 millones de reales para sufragar la reconstrucción de la Ciudadela. Asimismo, disolvió la Asociación de Tejedores de Barcelona y cerró todos los periódicos salvo el conservador Diario de Barcelona. Antes de volver a Madrid el 22 de diciembre, desde su residencia en Sarriá y sin haber pisado Barcelona, sustituyó a Van Halen al frente de la capitanía general de Cataluña por el general —también ayacucho— Antonio Seoane, quien según manifestó se proponía gobernar la región «fusilando y tirando metralla».
Espartero había conseguido acabar con la revuelta; pero, con el bombardeo y la dura represión posterior, perdió el «inmenso apoyo social y político que había tenido tradicionalmente en Barcelona». Así: «No es de extrañar la unanimidad que tendrá en Cataluña el levantamiento general contra Espartero en 1843». De igual modo, «el símbolo de Barcelona también actuó sobre Madrid», puesto que la vuelta de Espartero «fue acogida con una frialdad que contrastaba con el alborozo y pomposidad de 1840».

### La crisis de mayo de 1843
Tras el bombardeo de Barcelona, Espartero perdió la mayor parte de la popularidad que se había ganado como vencedor en la primera guerra carlista y que le había hecho acreedor al título de «Duque de la Victoria». Así, en los primeros meses de 1843 se fue formando una heterogénea coalición antiesparterista, a la que se fueron sumando todos aquellos grupos y sectores que rechazaban la política de Espartero y de su camarilla de los ayacuchos.
Poco después de regresar a Madrid, Espartero disolvió las Cortes el 3 de enero de 1843 y convocó nuevas elecciones para marzo, a las que esta vez sí se presentaron los moderados. El 3 de abril de 1843, las nuevas Cortes abrieron sus sesiones; durante todo el mes, su única actividad fue discutir las actas, al haber denunciado los atropellos que habían cometido el Gobierno y el Ejército para asegurarse el triunfo de los candidatos esparteristas. Acabado el debate, se comprobó que el Partido Progresista había vuelto a obtener la mayoría. No obstante, este estaba fragmentado en tres sectores: solo uno de ellos seguía apoyando al regente —el precisamente llamado «esparterista»—, mientras que los otros dos —el de los «legales», que encabezaba Manuel Cortina, y el de los «puros», con Joaquín María López a su frente— eran hostiles a Espartero. De este modo, en realidad, era la oposición antiesparterista la que tenía la mayoría en la Cámara, gracias a la suma de los diputados progresistas legales y puros, los diputados demócrata-republicanos y los moderados.

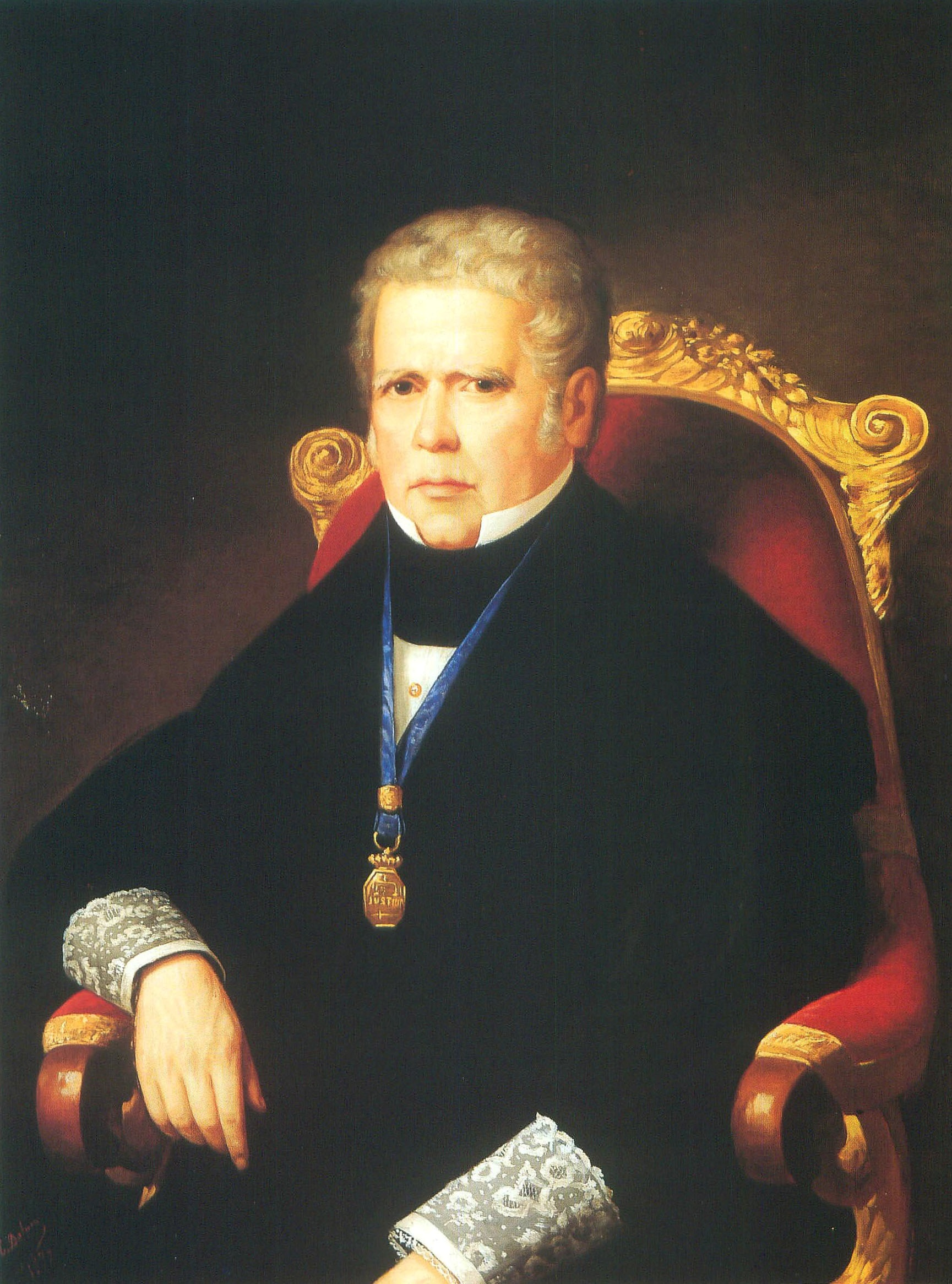
Álvaro Gómez Becerra.

Así, el primer acto de la nueva mayoría fue forzar la caída del Gobierno del general Rodil y obligar al regente a que nombrara el 9 de mayo como nuevo presidente al líder de los progresistas puros Joaquín María López, que sí que obtuvo el respaldo de la Cámara. La crisis se agudizó cuando el Gobierno de López exigió que Espartero destituyera al general Francisco Linage como su secretario personal y lo nombrara jefe de alguna capitanía general —perdiendo también el cargo de inspector de infantería y de milicias—; con ello buscaban desmantelar la camarilla de ayacuchos que respaldaba el caudillismo del regente. La respuesta de Espartero desató la crisis, porque, en lugar de despedir a su secretario, lo que hizo fue destituir a Joaquín María López, cuyo gobierno solo había durado 10 días.
El 19 de mayo, Espartero nombró a Álvaro Gómez Becerra nuevo presidente del Gobierno. Pero, al conocerse la noticia en el Congreso, los diputados votaron una moción de apoyo al Gobierno destituido, que se aprobó por 114 votos contra 3, en lo que era de facto una moción de censura contra el regente. Así, cuando Gómez Becerra se presentó ante la Cámara, fue recibido con gritos de «¡Fuera, fuera!» desde las tribunas. El progresista puro Salustiano de Olózaga intervino para conminar al regente a elegir «entre ese hombre [el general Linage] y la nación entera representada por el congreso unánime de sus diputados». Acabó su discurso con un «¡Dios salvará al país y salvará a la reina!» que, convertido en «¡Dios salve al país, Dios salve a la reina!», fue el grito de guerra de la revuelta contra Espartero que estalló al mes siguiente. El 26 de mayo, las sesiones de las Cortes quedaron suspendidas.

## El final de la regencia de Espartero
La crisis de mayo amplió y unió aún más a los sectores antiesparteristas, a pesar de su heterogeneidad al incluir en ellos desde los moderados hasta los demócratas y republicanos, pasando por la mayoría del Partido Progresista. En conjunto, las decisiones tomadas por Espartero en la crisis de mayo «se consideraron un atentado flagrante contra el orden constitucional y convirtieron la conspiración antiesparterista en un movimiento en defensa de la legalidad».
Nada más conocerse la destitución del Gobierno de Joaquín María López y la suspensión de las Cortes, el 27 de mayo se produjo un levantamiento en Reus encabezado por los militares cercanos al progresismo Juan Prim y Lorenzo Milans del Bosch, al grito de «¡Abajo Espartero! ¡Mayoría [de edad] de la Reina!». Aunque el general esparterista Zurbano consiguió dominar la rebelión de Reus, Barcelona se sumó en seguida al movimiento, formándose en junio una Junta Suprema de Gobierno de la provincia de Barcelona en la que figuraban republicanos, progresistas y moderados. Poco después, el general Prim hacía su entrada triunfal en la ciudad.
La insurrección se extendió en seguida no solo por el resto de la franja mediterránea y Andalucía —la típica «geografía juntera»—, sino que también se sumaron ciudades del interior donde los moderados predominaban como Valladolid, Burgos o Cuenca y las del País Vasco. «Unas revueltas que aceptaron la supuestamente desinteresada colaboración de los generales moderados, que habían creado en Francia una “Sociedad Militar Española”, organizada como una agrupación secreta», «y que regresaban ahora, apoyados de nuevo por el dinero de la reina madre».

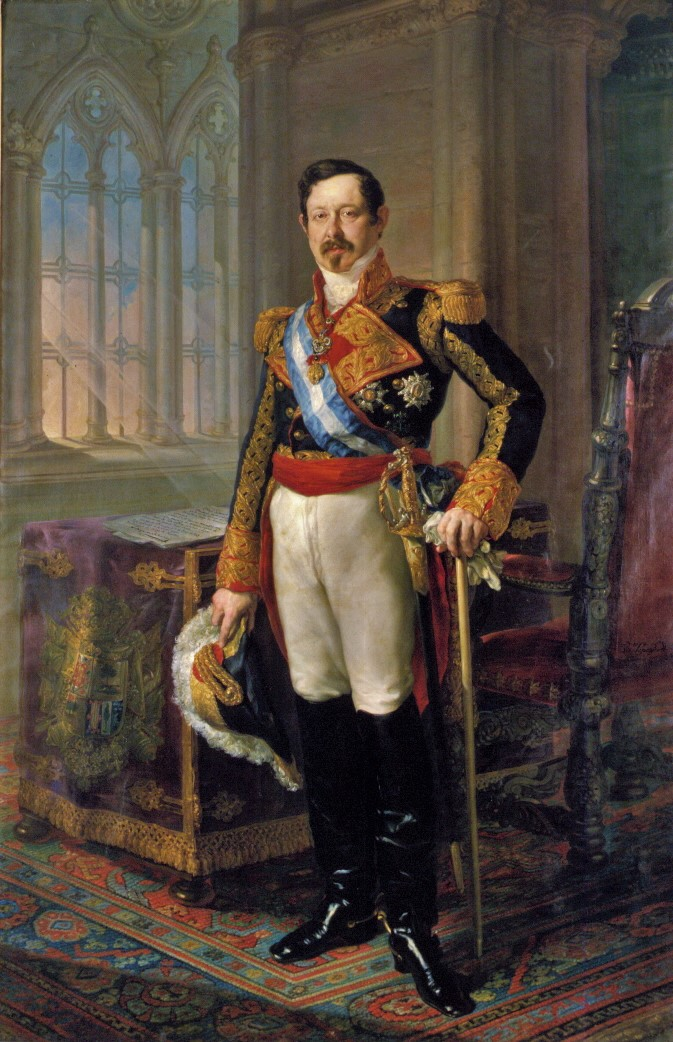
General Ramón María Narváez. (Museo de Bellas Artes de Valencia).

El 21 de junio, Espartero se marchó a Valencia para dirigir las operaciones contra los sublevados. Sin embargo, el 27 de junio desembarcaron allí, procedentes del exilio en París, tres generales afines al Partido Moderado: Ramón María Narváez, Manuel Gutiérrez de la Concha y Juan González de la Pezuela. Esto obligó al regente a desistir de su intención de llegar a Valencia, deteniéndose en Albacete, donde permaneció entre el 25 de junio y 7 de julio. El 27 de junio desembarcaba en Barcelona otro de los generales conjurados, el general Francisco Serrano, acompañado del político Luis González Bravo —en aquel momento en las filas de los progresistas legales—. Al día siguiente, Serrano, después de autoproclamarse «ministro universal», decretaba la destitución del regente y del Gobierno de Gómez Becerra.
Según Josep Fontana, lo que pretendía Serrano era:

estabilizar una situación confusa en que Narváez había asumido inicialmente el protagonismo, con el fin de darle una salida política, asegurando el restablecimiento del gobierno de López [en el que Serrano había sido ministro de la Guerra] y, con ello, la continuidad de los progresistas en el poder. Al propio tiempo Serrano nombraba a Narváez capitán general, refrendando el cargo que le había dado la Junta revolucionaria de Valencia, con la intención de evitar que en torno a él surgiese un poder político paralelo.
La Junta de Barcelona asumió esta pretensión y nombró el 29 de junio a Serrano jefe de un «gobierno provisional» que representaba el restablecimiento del viejo ministerio progresista, a cambio de que éste aceptase, como lo hizo, el programa de tres puntos de los revolucionarios barceloneses: «Constitución de 1837, Isabel II y Junta central». Tras haber prometido en Barcelona todo lo que se le pedía, Serrano marchó a Madrid, mientras los barceloneses reemprendían el derribo de las murallas.

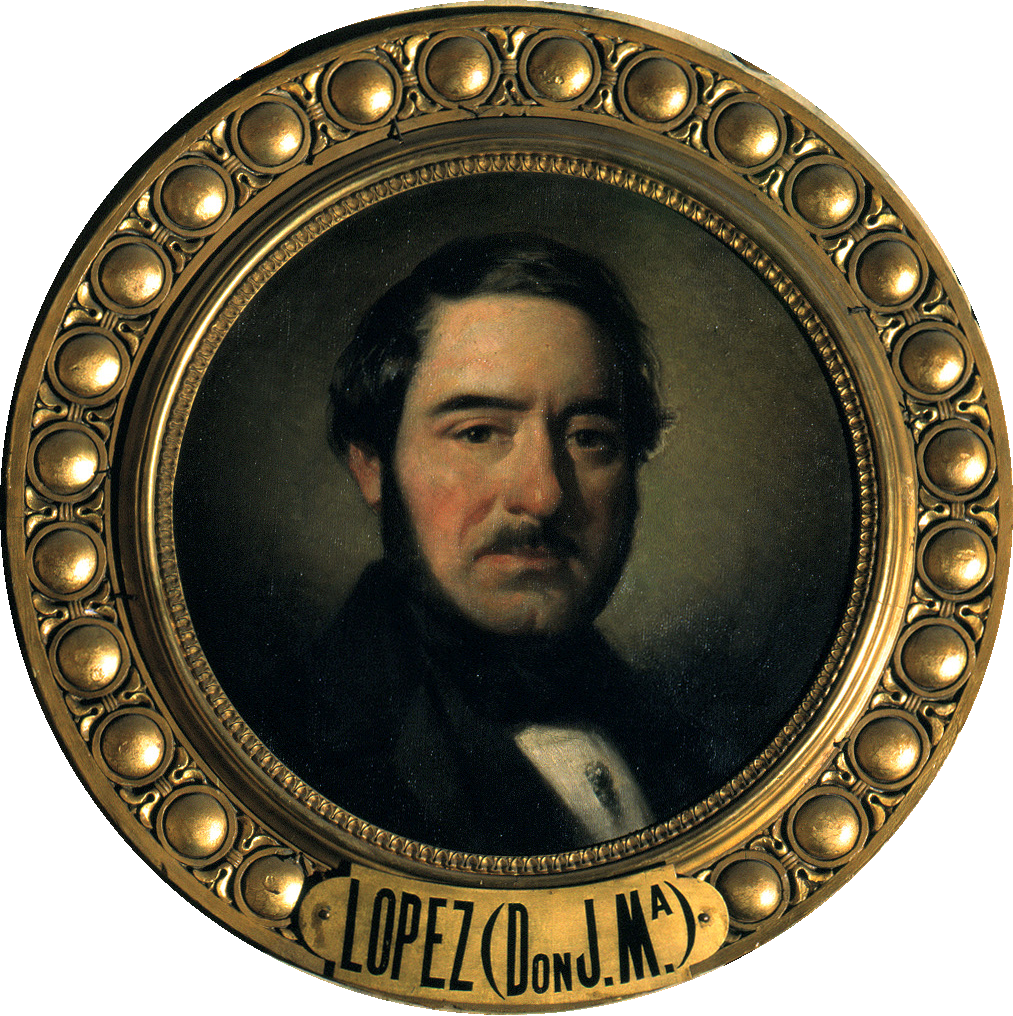
Joaquín María López.

El 22 de julio tuvo lugar cerca de Madrid la batalla de Torrejón de Ardoz, en la que se enfrentaron las tropas gubernamentales mandadas por el general Antonio Seoane, procedentes de Aragón, y las tropas sublevadas a las órdenes del general Narváez, que venían de Valencia. En realidad, apenas hubo combate —solo duró un cuarto de hora en que hubo, entre los dos bandos, dos muertos y veinte heridos—, porque casi todas las tropas de Seoane se pasaron al bando rebelde al grito de «¡Todos somos uno!». El 23 de julio, Narváez hacía su entrada en Madrid y restablecía a Joaquín María López como presidente del gobierno.
Sin embargo, López no reconoció el compromiso pactado entre Serrano y la Junta de Barcelona de convocar una Junta Central que asumiera el poder, lo que acabaría desencadenando la «revolución centralista» catalana de septiembre-noviembre de 1843, conocida como la «Jamancia», cuando Espartero ya había caído.
Mientras, el regente se encontraba combatiendo la rebelión en Andalucía, donde había fracasado en su intento de tomar Sevilla, aun a pesar de haber sido bombardeada por Van Halen. Al conocer el desenlace de la batalla de Torrejón de Ardoz, decidió marchar al exilio junto con algunos de sus hombres de confianza. El 30 de julio, todos ellos embarcaban en el Puerto de Santa María en un buque británico rumbo a Inglaterra. Fue el fin de la regencia de Espartero.